# الأوكوبا

رمز الأوكوبا.

الأوكوبا (بالإنجليزية: Okupa)‏ هي حركة اجتماعية تقوم على الاستفادة من الأراضي غير المستغلة، مثل المباني المهجورة مؤقتًا أو بصفة دائمة، بهدف استخدامهم باعتبارهم أراضي زراعية أو للمعيشة أو أماكن للاجتماع أو مراكز اجتماعية أو ثقافية. الهدف الرئيسي للحركة هو التنديد وإيجاد الحل للصعوبات الاقتصادية. ظهرت الحركة في أوروبا في الستينيات، حيث استغلال المنازل على يد الشباب البانك. ومن هنا علاقة حركة الأوكوبا بالبانك الذين كانوا يستخدمون المباني والأماكن الشاغرة في تعاطي المخدرات والكحوليات، ساعيين أيضًا إلى تجميع جماعاتهم تلك وإبعادها عن علائتها والاستقلال بحياتهم. وتعتبر إسبانيا هي أكثر البلدان التي شهدت فيها حركة الأوكوبا زيادة ملحوظة.